# محمد عمر (لاعب كريكت)
محمد عمر (1953 - ) هو لاعب كريكت باكستاني. لعب مع Pakistan International Airlines cricket team ‏.